# Abantis adelica
Abantis adelica là một loài bướm ngày thuộc họ Bướm nhảy. Loài này được tìm thấy ở Sénégal, Burkina Faso, Guinée, Ghana, Togo, Bắc Nigeria, Tây Bắc Kenya, Cộng hòa Dân chủ Congo (Shaba), Malawi và có thể là phía Nam Sudan, Ethiopia và Uganda.
Con trưởng thành ăn hoa của các loài Tridax.
Ấu trùng có lẽ ăn các loài Grewia